# Troglohyphantes fallax
Troglohyphantes fallax is een spinnensoort in de taxonomische indeling van de hangmatspinnen (Linyphiidae).
Het dier behoort tot het geslacht Troglohyphantes. De soort leeft in grotten en heeft geen ogen. De typelocatie is 8 km ten zuiden van Trebinje in Bosnië en Herzegovina. De wetenschappelijke naam van de soort werd voor het eerst geldig gepubliceerd in 1978 door Christa L. Deeleman-Reinhold.